# Therese Schachner
Therese Schachner (* 29. Mai 1869 in Wien; † 5. Mai 1950 ebenda) war eine österreichische Malerin.

## Leben
Therese Schachner war eine der Töchter des in Wien tätigen Architekten Friedrich Schachner und dessen Ehefrau, welche ebenfalls Therese Schachner († 1928) hieß und deren Vater der Dombaumeister Leopold Ernst war. Zu den Kindern des Paares gehörte außerdem Margarete Schachner, Regierungsrat und eine der ersten Bezirksschulinspektorinnen Wiens. Die Violine bzw. Klavier spielenden Töchter Steffi, Irmengild und Fritzi machten sich in Wiener Kunstkreisen als „Schwestern Schachner“ einen Namen.
Auch Therese Schachner trat bei gesellschaftlichen Anlässen als Sängerin oder Musizierende auf, wurde aber hauptsächlich durch ihr Wirken als Malerin bekannt. Ihre künstlerische Ausbildung erhielt sie vor allem bei dem Landschaftsmaler Hugo Darnaut. Nach dem Tod von Emil Jakob Schindler hatte dieser von 1893 bis 1912 das Schloss Plankenberg gemietet, wohin er auch seine Schülerinnen einlud. In der Umgebung entstanden eine Reihe von Schachners Landschaftsbildern. Zu ihren Lehrern gehörten außerdem Albin Egger-Lienz sowie Adolf Hölzel und Ludwig Dill. Bei letzteren besuchte sie von 1905 bis 1907 Kurse in Dachau.
Schachner malte Landschaften und Blumenstücke, überwiegend in Öl. Sie war Mitglied des Österreichischen Künstlerbundes und der Vereinigung österreichischer bildender Künstler und Künstlerinnen, in deren Vorstand sie 1903 gewählt wurde. Ab 1911 war sie korrespondierendes Mitglied im Aquarellisten-Club der Genossenschaft der bildenden Künstler Wiens. Von der Jahrhundertwende bis in die 1930er Jahre stellte sie regelmäßig ihre Werke aus, häufig mehrfach im Jahr. Sie beschickte insbesondere die Gruppenausstellungen der genannten Vereine, wie die Jahres- und Aquarellausstellungen der Genossenschaft im Wiener Künstlerhaus. Ihre Bilder waren aber unter anderem auch auf der Ersten Internationalen Jagd-Ausstellung Wien 1910 und der Ausstellung deutsch-österreichischer Künstler 1915 in der Nürnberger Kunstausstellungshalle zu sehen. Für ihren Beitrag zur 25. Jahresausstellung im Künstlerhaus Salzburg, das Ölbild Bayrisches Bauernhaus, wurde sie 1909 mit der silbernen Staats-Medaille ausgezeichnet.
Später war Schachner außerdem in dem Verband Bildender Künstler „Wiener Heimatkunst“ aktiv, wo sich Mitglieder verschiedener Künstlervereinigungen zusammentaten, die ein eher konservatives Verständnis von Kunst hatten und diese in der Tradition ihrer Vorfahren weiterführen wollten. Sie beschickte sowohl die erste Jahresausstellung der „Wiener Heimatkunst“ 1915, als auch weitere, noch 1938 ist ihre Ausstellungsbeteiligung im Palmenhaus nachweisbar. 1931 wurde sie als Beirat in den Ausschuss des Verbands „Wiener Heimatkunst“ gewählt.
1945 verlor Schachner durch Bombardierung einen großen Teil ihres Besitzes und ihr Atelier, war aber weiterhin künstlerisch tätig. Sie starb 1950 im Alter von 80 Jahren in Wien.
2014 fand im Museum Region Neulengbach die katalogbegleitete Ausstellung Farben aus dem Paradies: die Landschaftsgärten des Plankenberger Malerkreises statt, bei der ein Schwerpunkt auf dem Werk von Therese Schachner lag.

## Werke (Auswahl)

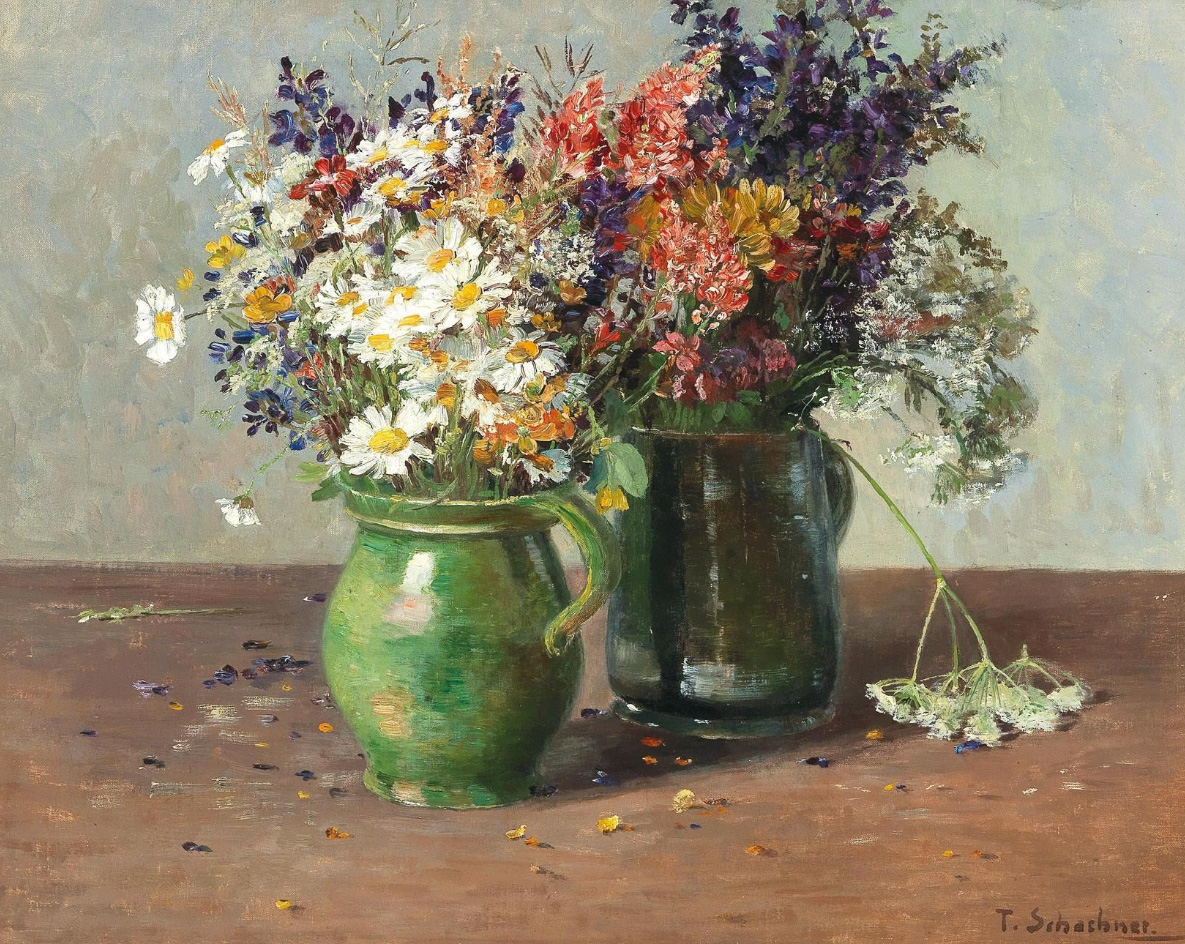
Ölbild Sommerblumen

- Bayrisches Bauernhaus, Öl, 1909 bei der 25. Jahresausstellung im Künstlerhaus Salzburg
- Blumen-Stilleben, Flußlandschaft und Im Frühling, Öl, 1909 bei der X. Ausstellung des Österreichischen Kunstvereins
- Weisse Lilien und Alte Linden im Herbst, Öl, 1911 bei Ausstellung Österreichischer Künstlerbund, Kunstsalon Pisko, Wien
- Aus St. Gilgen und Aus Lundenburg, Öl, 1911 bei Ausstellung Österreichischer Künstlerbund, Galerie Arnot, Wien[9]
- Zur Rosenzeit, Öl, 1912 bei Ausstellung Österreichischer Künstlerbund, Kunstsalon Pisko, Wien[10]
- Levkojen, Öl, 1913 bei Ausstellung Österreichischer Künstlerbund, Kunstsalon Pisko, Wien[11]
- Herbstlaub, Weiße Rosen und Kirschen, Waldinneres, Brauhaus aus Ditfurt, Stilleben und Brunnengruppe aus dem Schwarzenbergpark, Öl, 1915 bei Ausstellung Österreichischer Künstlerbund
- Nach dem Gewitter/Aufziehendes Gewitter, Erster Schnee, Liebesgabe und Weigelia, 1916 bei Decennium-Ausstellung des Österreichischen Künstlerbundes, C. J. Wawra, Wien[12]
- In der Abendsonne. Motiv aus Anzbach in Niederösterreich, vor 1917, Öl auf Karton, 53 × 49 cm Signatur rechts unten: „T. Schachner“, Sammlung Belvedere (1917 Ankauf Frühjahresausstellung Künstlerhaus)
- Im Abendschein, In der Vorratskammer und Bachlandschaft (Motiv aus Anzbach), Niederösterreich, Öl, 1917 bei der XI. Jahresausstellung des Österreichischen Künstlerbundes, C. J. Wawra, Wien
- Pfarrhaus in Ansbach und Rosen, Öl,  1918 bei der XIII. Jahresausstellung des Österreichischen Künstlerbundes in den Ausstellungsräumen bei C. J. Wawra, Wien
- Weiden im Oktober und Herbstlaub, Öl, 1918 bei der XII. Jahresausstellung des Österreichischen Künstlerbundes, C. J. Wawra, Wien
- Feldahorn im Herbst, Bei Neulengbach und Bachmotiv, Öl, 1919 bei der Frühjahrsausstellung des Österreichischen Künstlerbundes, C. J. Wawra, Wien
- Waldpartie, Öl, Nürnberg-Stadtmauer, Getonte Zeichnung, und Ostfront-Parreid, Bleistiftzeichnung, 1922 bei der 16. Jahresausstellung des Österreichischen Künstlerbundes, Wien
- Sommerblumen, Signatur „T. Schachner“, Öl auf Karton, 42 × 53,5 cm